# Římskokatolická farnost Březová nad Svitavou
Římskokatolická farnost Březová nad Svitavou je jedno z územních společenství římských katolíků v děkanátu Svitavy s farním kostelem svatého Bartoloměje.

## Historie farnosti
Původní kostel pocházel ze 13. století. Nynější kostel byl přestavěn ve stylu vrcholného baroka v letech 1721–1725, kdy byla přistavěna nová věž v západním průčelí a byla vybudována barokní krypta.

## Duchovní správci
Ve 14. stol. byla sídlem fary pod patronací litomyšlských premonstrátů, kteří za faráře dosazovali svého člena.
Současným administrátorem excurrendo k lednu 2017 R. D. Mgr. Pavel Michut.

## Bohoslužby
| Kostel              | Místo                | Bohoslužba (den) | Hodina | Poznámka     |
| ------------------- | -------------------- | ---------------- | ------ | ------------ |
| svatého Bartoloměje | Březová nad Svitavou | neděle           | 8.30   | Farní kostel |

## Aktivity farnosti
V budově fary vzniklo společným na začátku 21. století úsilím farnosti a obecní samosprávy mateřské a komunitní centrum.